# Moussan
Moussan é uma comuna francesa na região administrativa de Occitânia, no departamento de Aude. Estende-se por uma área de 14,88 km². Em 2010 a comuna tinha 2 045 habitantes (densidade: 137,4 hab./km²).